# Acacia celsa
Acacia celsa é uma espécie de leguminosa do gênero Acacia, pertencente à família Fabaceae.